# 林光祖
林光祖（1508年—？），字以謙，廣東潮州府揭陽縣人，民籍，明朝官员。

## 生平
嘉靖十六年（1537年）丁酉科廣東鄉試第三名舉人。嘉靖二十三年（1544年）中式甲辰科會試第六名，登第二甲第五十八名進士。任廣西按察使司副使。

## 家族
曾祖林鸞；祖父林愷；父林文，國子監學正。母陳氏；繼母鄭氏、楊氏。永感下。